# Бетононасос

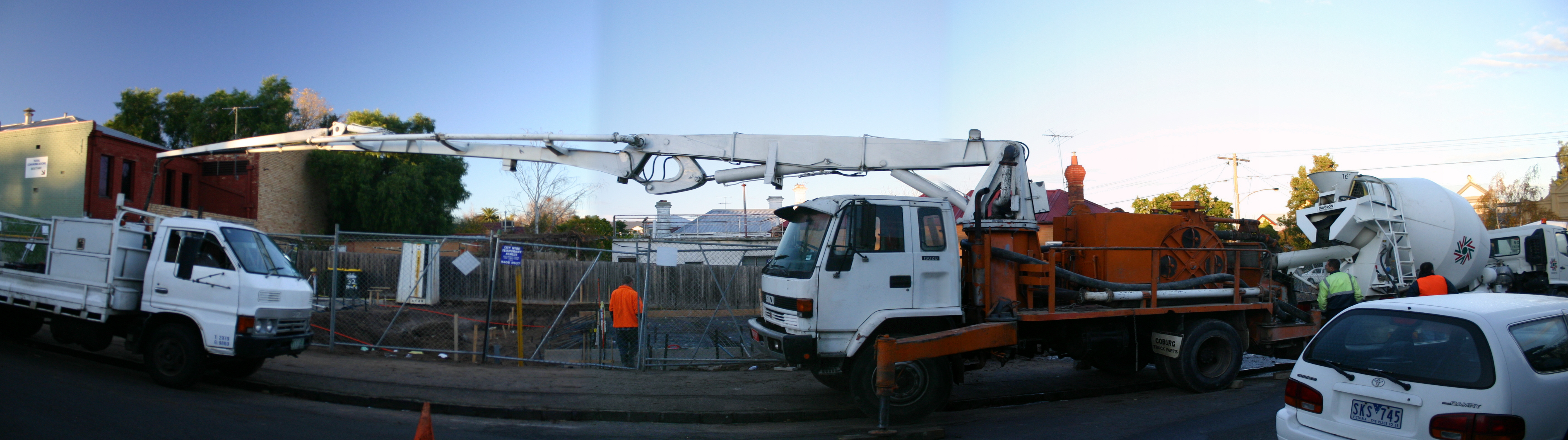
Автобетононасос.

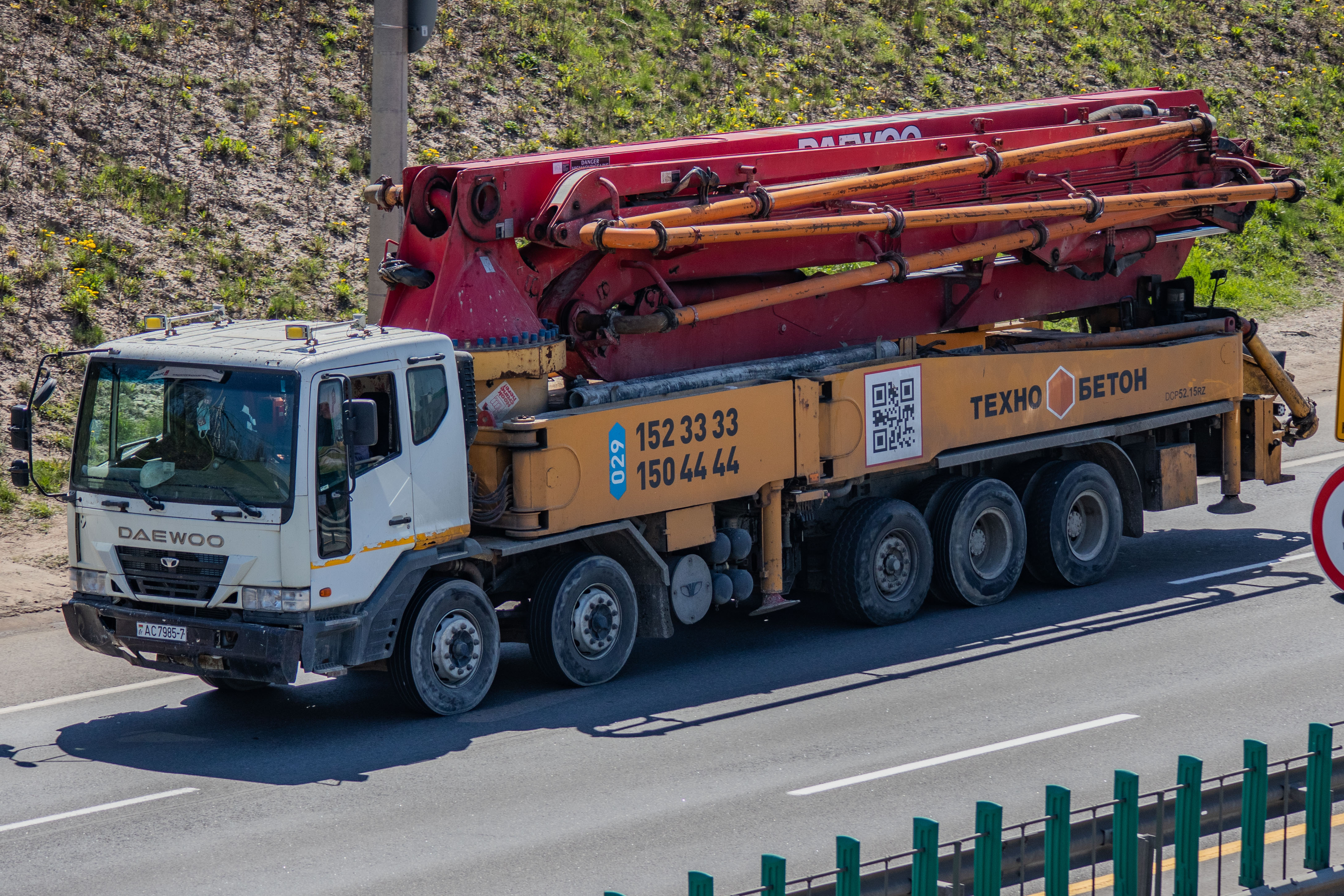
Автобетононасос.

Бетононасос — строительное оборудование для приёма свежеприготовленной бетонной смеси (удобоукладываемостью П2, П3, П4, П5 по ГОСТ 7473) в бункер от специализированных бетонотранспортных средств (автобетоносмесителей, АБС) и подачи её по бетоноводу в горизонтальном и/или вертикальном направлениях к месту укладки. Бетононасосы применяются для укладки бетонной смеси в крупные массивы — опалубки строительства всевозможных бетонных, чаще железобетонных сооружений и других объектов современной инфраструктуры. Является более эффективным инструментом для работы с бетонными смесями чем, например, «туфелька» при работе над высотными сооружениями. Скорость строительства возрастает приблизительно в три раза.

## Классификация бетононасосов
- по мобильности
  - мобильные — устанавливаются на грузовое шасси почти всех известных производителей, чаще называются Автобетононасосы или сокращенно АБН. Автобетононасосы предназначены для оперативной и эффективной доставки свежеприготовленной бетонной смеси в горизонтальном и вертикальном направлениях непосредственно к месту укладки в условиях, когда в малые сроки нужно уложить большие объемы бетона, а также когда важна мобильность бетоноподающего оборудования на строительной площадке. Чаще используются на ранних этапах строительства различных проектов, или при возведении мало и средне этажных жилых зданий;
  - стационарные — не имеют возможности самостоятельного передвижения по дорогам общего пользования. Устанавливаются на шасси для удобства перемещения по строительной площадке. Перевозятся в кузове грузового автомобиля или на трале. Чаще используются для возведения высотных зданий, мировой рекорд был установлен компанией Putzmeister — 606 м, или для подачи смеси на большие расстояния по горизонтали.
  - бетононасосы смонтированные на грузовое шасси без стрелы — обладают мобильностью АБН,
- по типу подачи бетона
  - Поршневые — бетон продавливается по системе одним или двумя поршнями.
    - Шторочные — механизм подачи отделяется от бетоновода шторками,
    - Шиберные — механизм подачи отделяется от бетоновода шиберным узлом,
      - S-типа,
      - C-типа.

## Автобетононасосы
Автобетононасосы — бетононасосы, установленные на грузовые шасси совместно с бетонораспределительными стрелами, применяются на ранних этапах возведения малоэтажных или высотных зданий и других сооружений. Данная техника незаменима при укладке бетона, строительстве мостов, дорог и других инженерных сооружений из монолитного и железобетона. Автобетононасосы предназначены для оперативной и эффективной доставки свежеприготовленной бетонной смеси в горизонтальном и вертикальном направлениях непосредственно к месту укладки в условиях, когда в малые сроки нужно уложить большие объемы бетона, а также когда важна мобильность бетоноподающего оборудования на строительной площадке. Отличаются мобильностью, скоростью и точностью подачи.
В 1927 году при использовании бетонолитной башни инженерам Максу Гисе и Фритцу Гелле пришла идея, подавать бетон от бетономешалки напрямую к месту использования. При этом было необходимо оставить потребление энергии на низком уровне по сравнению с использованием бетонолитной башни. Сокращенное содержание воды в бетоне позволяло экономить не только энергию, но и помогало материалу твердеть быстро и надежно. Гравий или дробленный каменистый материал также нашли применение. Подача бетона осуществлялась на высоту до 38 м, а дальность подачи составляла 120 м.
В 1968 году компанией Putzmeister был выпущен первый автобетононасос этой марки. В 1969 году доля рынка автобетононасосов составила 45 %. Модельный ряд включал в себя насосы с длиной стрелы от 11 до 25 метров с пакетом из трех секций, а производительность бетононасосной установки достигала 125 m3/ч, при давлении на смесь до 50 бар (важно не путать с давлением в гидросистеме). Длина цилиндров достигала 3000 мм при диаметре 230 мм.

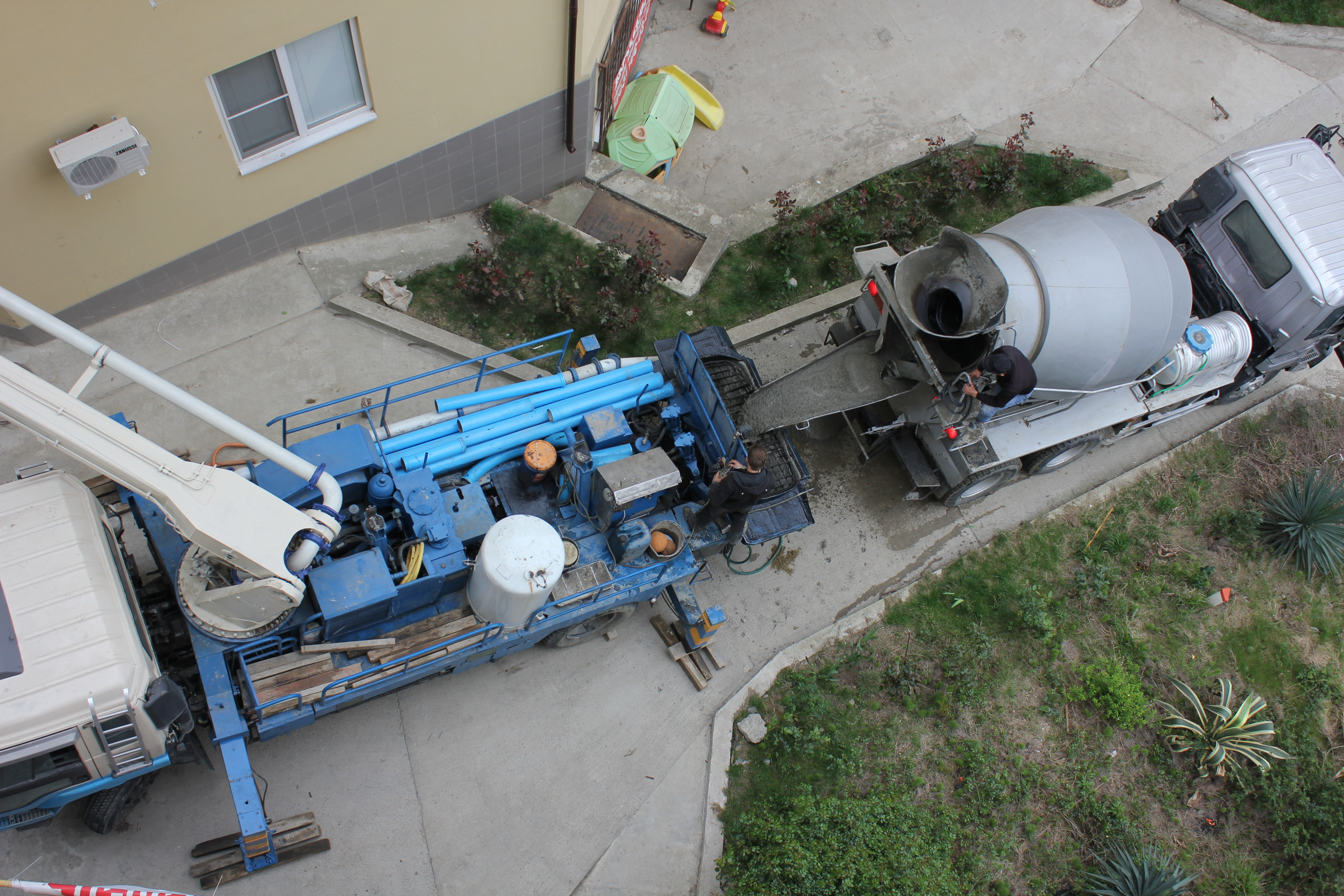
Место стыковки при подаче бетона с автобетоносмесителя к автобетононасосу
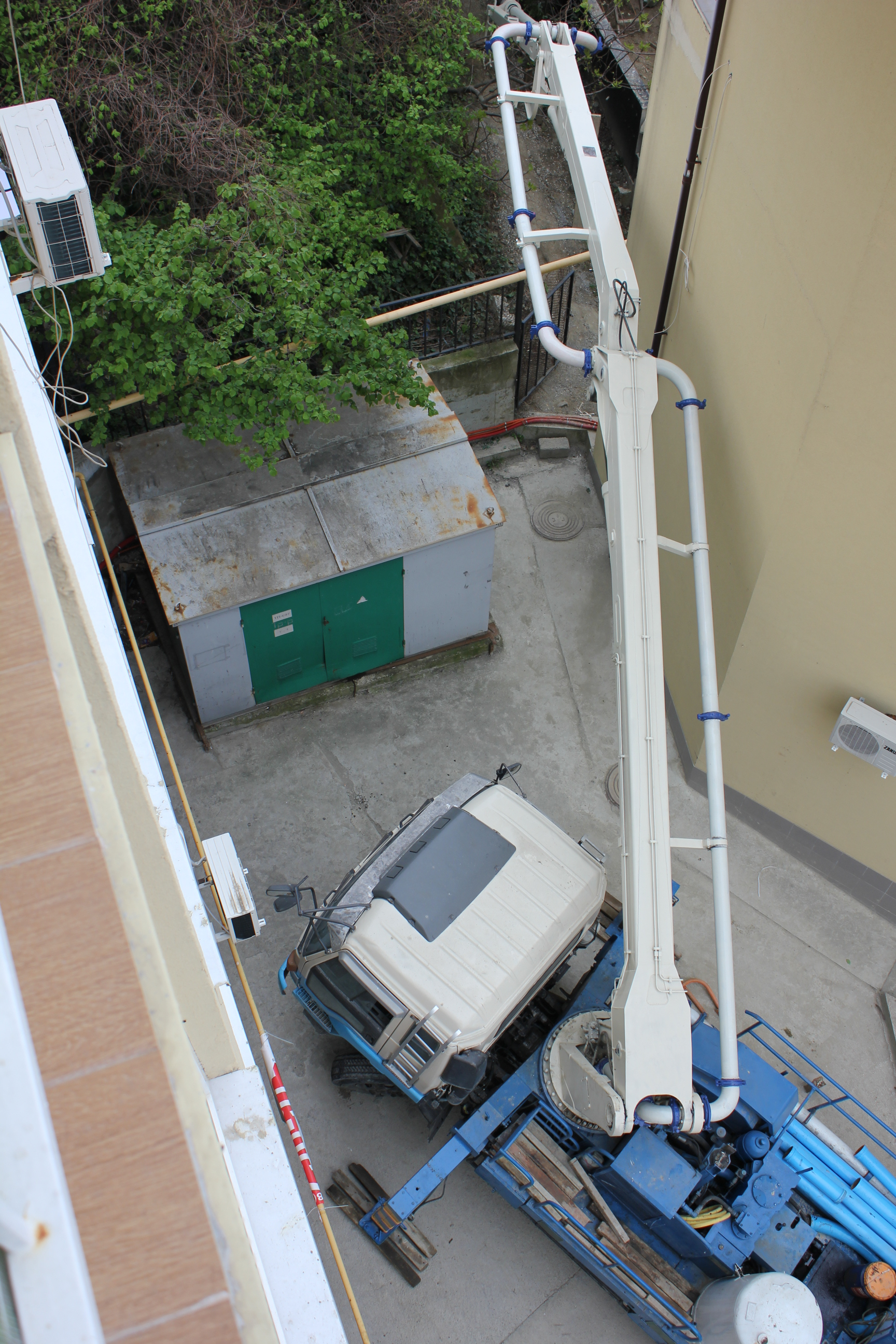
Рабочее состояние автобетононасоса, средняя часть стрелы
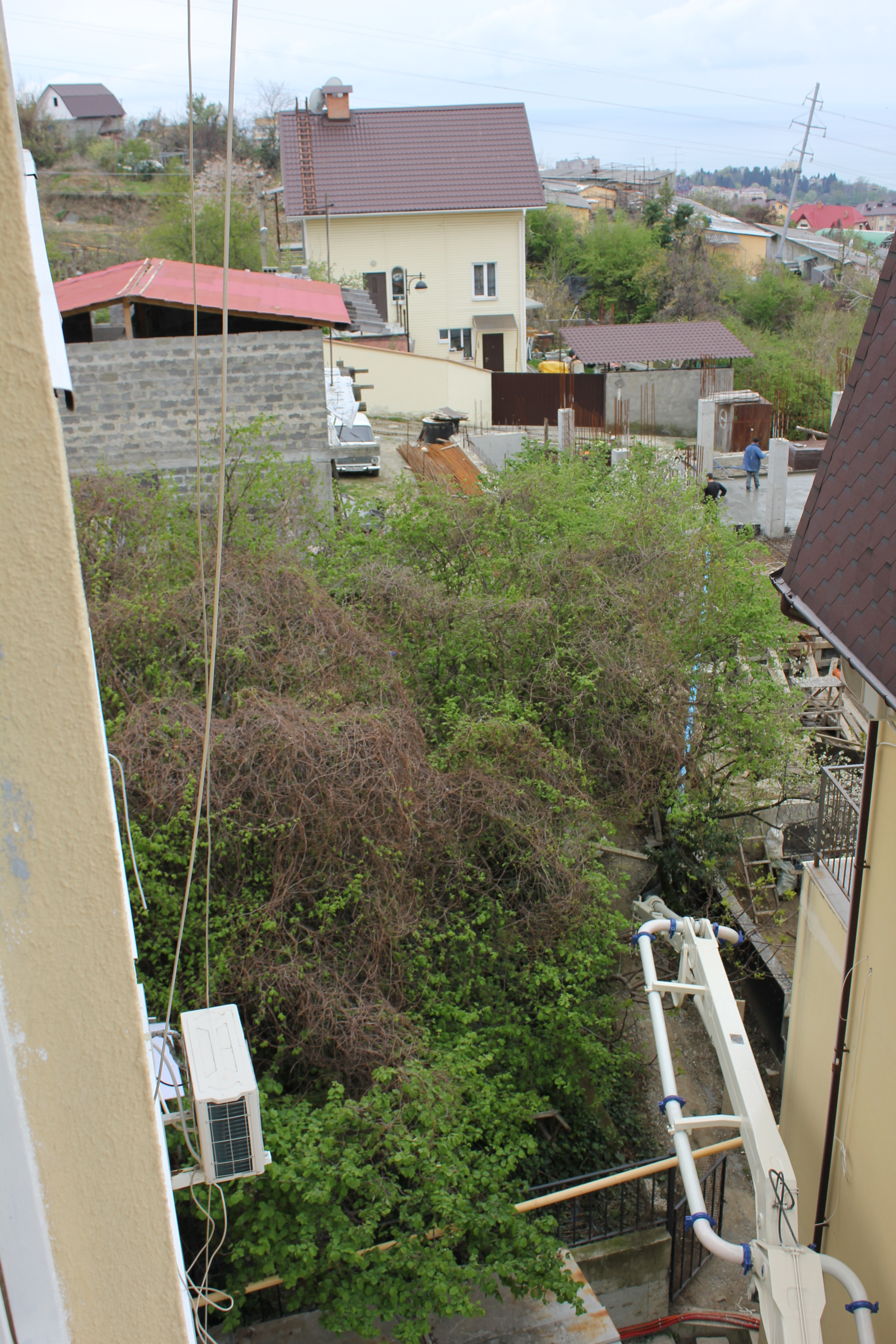
Рабочее состояние автобетононасоса, верхняя часть стрелы

## Система нагнетания

### Типы насосов

#### Роторные
Роторный насос представляет собой простую, компактную систему нагнетания, которая функционирует без специального шибера. Подача бетона осуществляется благодаря роликам, которые находятся в корпусе ротора и при этом давят на подающий шланг (насос со сжимаемыми рукавами). Благодаря этому роторный насос — единственная система на рынке, которая при правильной установке представляют собой систему подачи густого материала.

#### Поршневые насосы
Однопоршневые бетононасосы стали применяться в Германии с двадцатых годов XX века. В настоящее время в основном используются двухпоршневые бетононасосы, которые приводятся в движение электрическим или дизельным двигателем посредством преобразования гидравлической энергии в механическую. Поршни подающего насоса связаны друг с другом через гидравлический приводной цилиндр и работают в противофазе. В основном приводы для бетононасосов гидравлические, хотя система управления может отличаться в зависимости от производителя. Различают следующие варианты: чисто гидравлическая система, электрогидравлическая, приводы открытого и закрытого гидравлического контура, одно-двухконтурное управление. У каждой системы есть свои преимущества и недостатки.

### Строение насоса
Насос состоит из:
- Приводных цилиндров;
- Коробки охлаждения;
- Подающих цилиндров;
- Переключающих цилиндров шибера;
- Бункер с агитатором (мешалкой);
- Шибер;
- Системы смазки;
- Защитной решетки бункера;
- Вибратора защитной решетки бункера.

### Типы шиберов
«Сердцем» бетононасоса, с точки зрения механики, является шибер, который может быть плоским, клиновым, в форме поворотной трубы, s-образным, в форме хобота, дельта-шибер и др. В роторном насосе шибер отсутствует.
- Шторки
- S- шибер (устанавливается практически на все современные насосы)
- C- шибер

### Насосы с шибером
После длительного применения различных систем с шибером выявились все преимущества и недостатки каждой системы. Уплотнение шибера к цилиндру или к выходному отверстию насоса может быть сделано в техническом плане проще и лучше. С другими видами шибера, например с плоским шибером, это мало возможно.
Самым главным требованием к шиберу является его плотность (толщина), так как при прокачке каждый шов, особенно под высоким давлением может привести к выступлению на поверхность бетона и к трещинам. Еще одно, дополнительное, но важное требование к шиберу — износостойкость, по экономическим причинам и причинам сервисного обслуживания. В случае необходимости машинист, который работает на этом оборудование, мог бы самостоятельно, без помощи специалиста заменить шибер. Производители пытаются соответствовать этим требованиям, используя новые, износостойкие материалы или занимаясь доработкой частей шибера. Износостойкость зависит во многом от таких критериев, как схватываемость заполнителя, скорость течения материала и давление.

## Применение бетононасосов
Бетононасосы предназначены для транспортировки бетонной смеси к месту укладки. Они незаменимы, когда требуется прокачать большое количество бетонной смеси за относительно небольшой промежуток времени без потери качества и увеличения операционных расходов. Подача смеси может осуществляться как в горизонтальном, так и вертикальном направлении.
Например, немецкая компания Putzmeister производит два типа насосов для подачи бетона: автобетононасосы (смонтированные на автомобильные шасси) и стационарные бетононасосы.
Автобетононасосы Putzmeister применяются при строительстве жилых и домов коммерческого назначения, туннелей, мостов, дорог, многоэтажных сооружений (например, при укладке фундамента строительстве подземных парковок и строительстве первых этажей), полноценного строительства малоэтажных зданий и других сооружений.
Стационарные бетонные насосы участвуют в возведении высотных зданий, туннелей и других конструкций в условиях, когда применение автомобильных бетононасосов невозможно по техническим параметрам проекта или условиям работы. Например, смесь необходимо подать на перекрытие на высоте свыше 70 метров и на площадь более 30 м². В большинстве случаев бетононасос применяется совместно с системами бетоноводов и распределительных стрел.

## Интересные факты
- 715 метров — рекордная высота подачи бетона, достигнута при строительстве гидроэлектростанции Parbati (Индия) в августе 2009 года насосом фирмы Schwing Stetter.
- 305 метров — высота самого высокого здания в мире, весь объём бетона для которого уложен одним бетононасосом — (JP Morgan Chase Tower, Хьюстон, Техас, США)
- более 2 километров — мировой рекорд подачи бетона по горизонтали[1].
- в 2014 году насосом BSA1409D была подана бетонная смесь на расстояние 900 метров, при строительстве метро в г. Санкт-Петербург.
- в 2008 году бетонная смесь была подана бетононасосами BSA14000 SHP D на высоту 606 метров, при строительстве Бурдж Халифа, ОАЭ.